# 卡斯特拉纳锡库拉
卡斯特拉纳锡库拉（義大利語：Castellana Sicula），是意大利西西里大区巴勒莫广域市的一个市镇。总面积72.54平方公里，人口3632人，人口密度50.1人/平方公里（2009年）。ISTAT代码为082024。